# エミール・ビン
エミール・ジャン・バティスト・フィリップ・ビン（Émile Jean-Baptiste Philippe Bin、1825年2月10日 - 1897年9月4日）は、フランスの肖像画家、神話画家、水彩画家、政治家。

## 生涯
パリで生まれた。父親のジャン＝バティスト・フランソワ・ビン（Jean-Baptiste François Bin:1791年頃 - 1849年）は画家で、13歳から叔父のアカデミック美術の歴史画家、ニコラ・ゴス(Nicolas Gosse:1787–1878) に学んだ。1840年にパリのエコール・デ・ボザールに入学し、レオン・コニエに学んだ。ローマ賞に挑戦するが2位に終わった。肖像画家、歴史画家としてモンマルトルにスタジオを開き、シャルル・レアンドルやアンリ・リヴィエールを教え、ポール・シニャックも1833年に一時ビンのスタジオで働いた。
熱烈な共和制支持者として1848年のフランス革命では革命勢力に参加し、普仏戦争における1870年から1871年の間のパリ包囲戦ではパリの軍事委員会で働いた。1878年にレジオンドヌール勲章（シュバリエ）を受勲した。1878年から1882年の間はパリ18区の区長に選ばれた。政治家としては当時最左翼のジョルジュ・クレマンソーの友人であった。
彼は家族を養う金を必要としていたが、モンマルトルのナポレオン3世の肖像画を描くことを拒否した。
1881年に設立されたフランス芸術家協会の創立メンバーになった。

## 作品

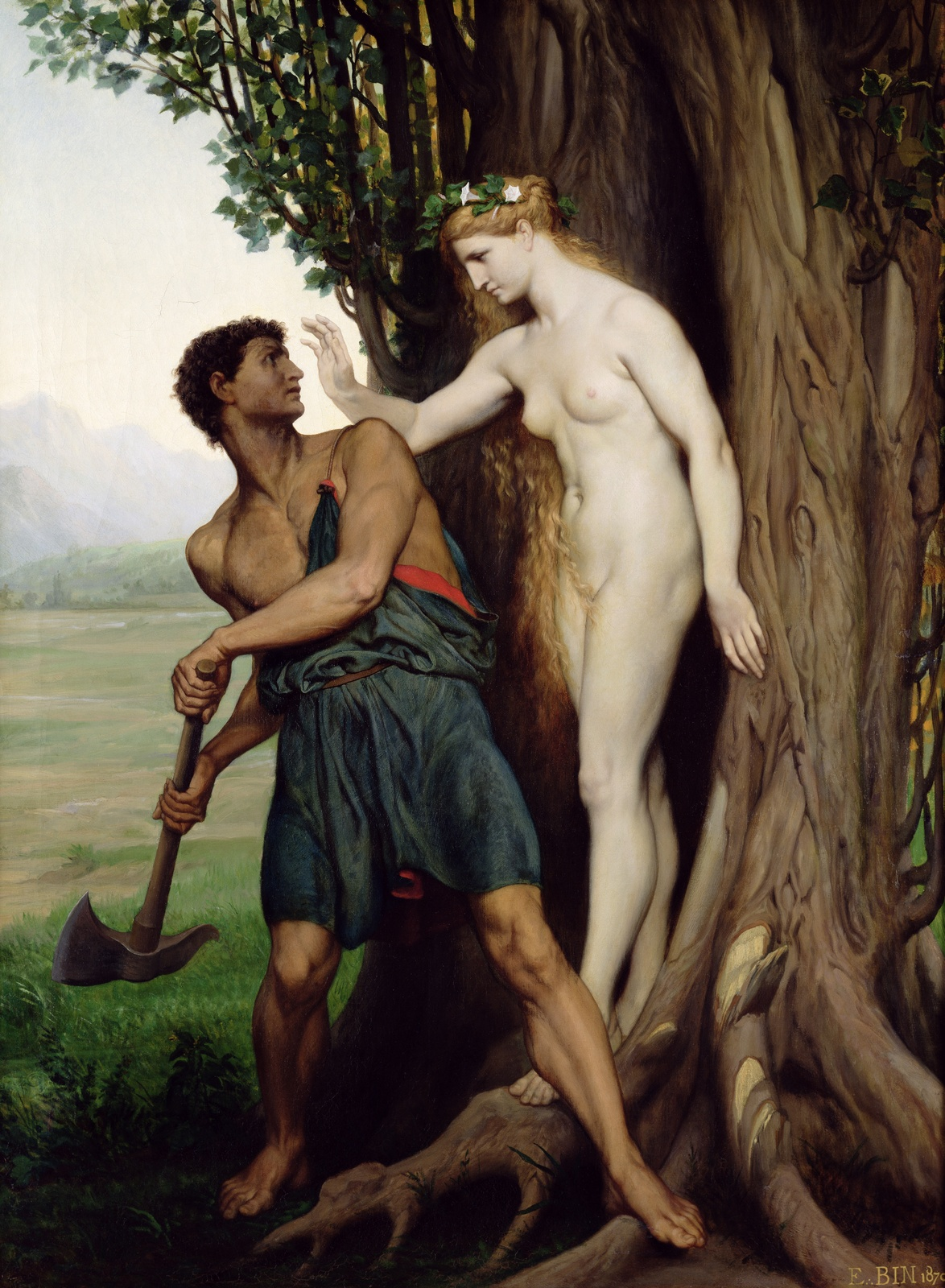
『ハマドリュアス』(1870年)
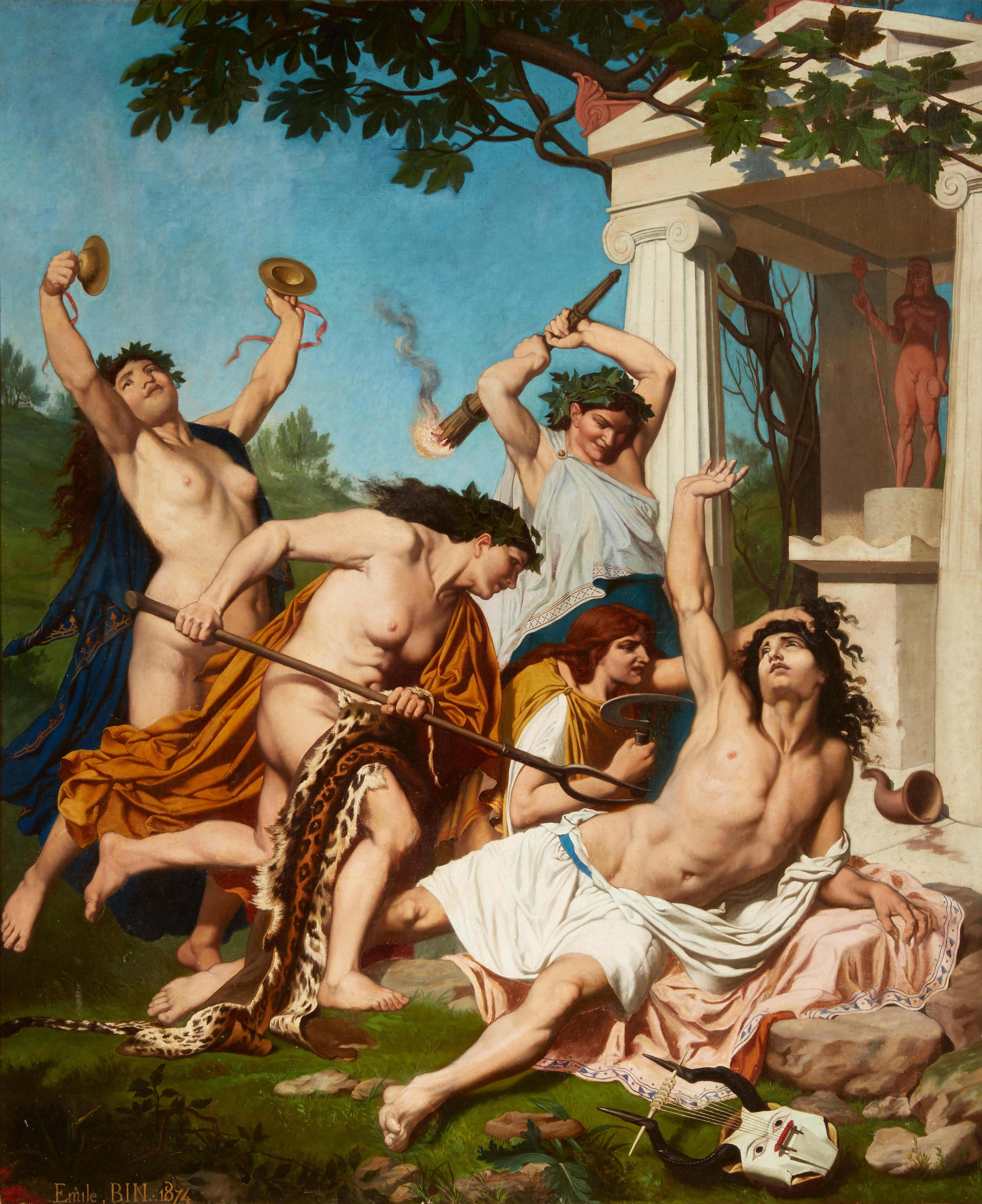
Der Tod Orpheus’
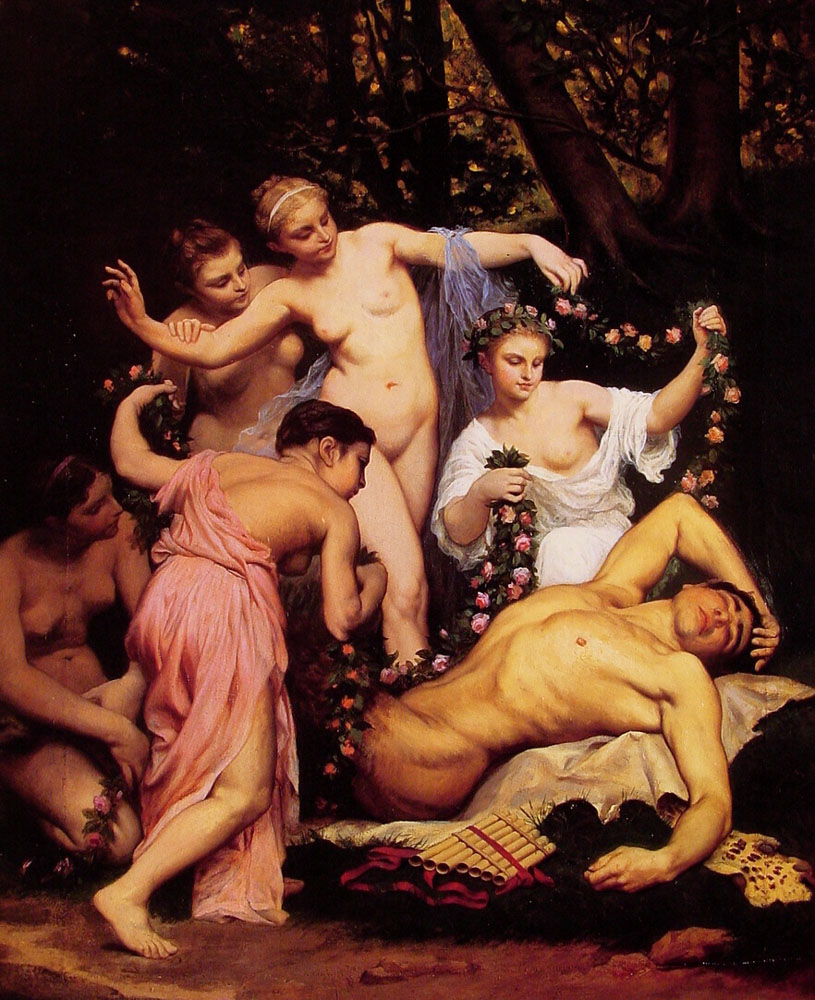
Schlafender Pan
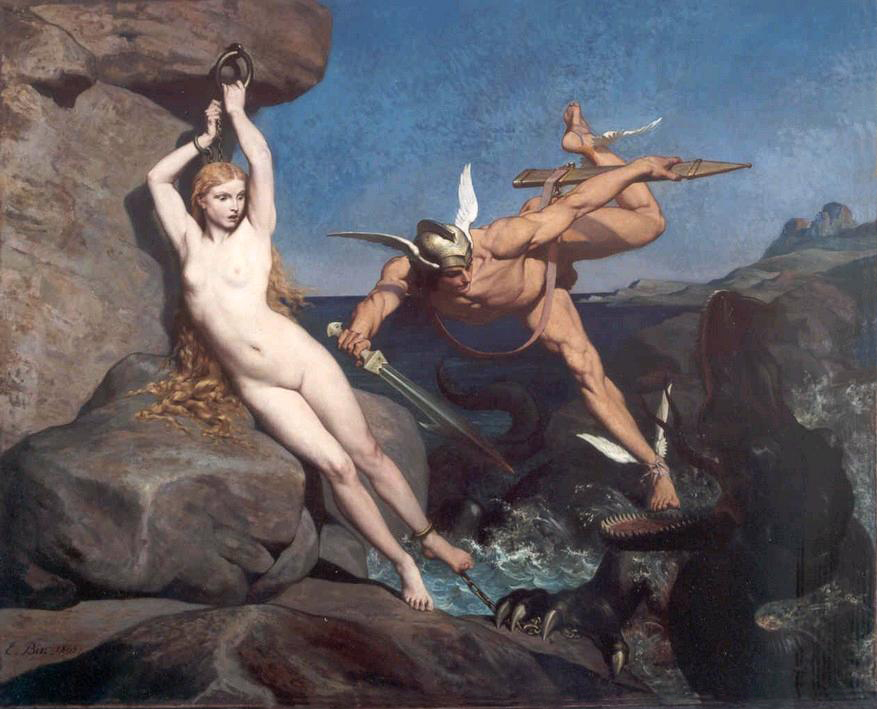
Perseus befreit Andromeda